# Universidad Mulay Ismaíl
La Universidad Mulay Ismaíl (en árabe : جامعة مولاي اسماعيل) es una institución pública de enseñanza superior e investigación científica ubicada en Mequinez, Marruecos. La universidad fue creada el 23 de octubre de 1989 por el dahir número 21-86-144. Su nombre es un homenaje al sabio y religioso mulay Ismaíl de Marruecos, sultán marroquí del siglo XVII.
En 2016 fue clasificada como la universidad regional número 100º del Índice de U.S. News & World Report.

## Historia
- 1982 : se crean las dos primeras facultades de Mequinez : la Facultad de las Letras y la Facultad de Ciencias, dependientes de la Universidad Sidi Mohamed Ben Abdellah de Fez.
- 23 de octubre de 1989 : se publica el decreto Dahir número 21-86-144. Las dos facultades se constituyen en el núcleo de la nueva Universidad Mulay Ismaíl.
- 1993 : se crea la facultad de Ciencias Jurídicas, Económicas y Sociales, así como la Escuela Superior de Tecnología (EST) de Mequinez.
- 1994 : se abre la Facultad de Ciencias y Técnica (FST) en Er-Rachidía, en la región de Mequinez-Tafilalet, dependiente de la Universidad Mulay Ismaíl.
- 1997 : se crea la Escuela nacional superior de artes y oficios de Mequinez, único establecimiento del género en Marruecos y en el norte de África, dependiente de la Universidad Mulay Ismaíl.
- 2006 : se crea la Facultad Polidisciplinar en Er-Rachidía, dependiente de la Universidad Mulay Ismaíl.
- 2014 : se funda una Escuela Superior de Tecnología (EST) en Jenifra, dependiente de la Universidad Mulay Ismaíl.

## Ámbito regional
Las facultades y estudios de la Universidad Mulay Ismaíl están abiertos a los estudiantes de la región de Mequinez-Tafilalet. La EST y la Escuela nacional superior de artes y oficios tienen además acceso limitado mediante preselección, sobre la base de la media de la selectividad, aunque en la Escuela de arte posteriormente se celebra un concurso de acceso. También pueden acceder otros estudiantes marroquíes; con todo, algunas plazas son ofertadas para estudiantes extranjeros, sobre todo para africanos.

## Formación y títulos

### Facultades y Escuelas
- Facultad de Ciencias :
  - Ciencias de la Materia Química
  - Ciencias de la Materia Física
  - Ciencias de la Tierra y del Universo
  - Ciencias de la Vida
  - Matemáticos y Aplicaciones

- Facultad de Ciencias Jurídicas, Económicas y Sociales :
  - Ciencias Económicas y Gestión
  - Derecho Privado (Lengua árabe)
  - Derecho Público (Lengua árabe)
  - Derecho Privado (Lengua francesa)
  - Derecho Público (Lengua francesa)

- Facultades de Letras y Ciencias Humanas :
  - Estudios Árabes
  - Estudios Islámicos
  - Estudios franceses
  - Estudios ingleses
  - Historia y Civilización
  - Geografía
  - Filosofía
  - Sociología

### Escuelas profesionales
- Escuela Superior de Tecnología :
  - Financia - Banco
  - Gestión de la fuerza de venta
  - Informático, Electrónico, Électrotechnique y Automático (IEEA)

- Facultad de Ciencias :
  - Licencia Profesional de informática (Desarrolladores java y C++)
  - Ingeniería Geológica
  - Ciencias del medio ambiente
  - Ciencias del medio ambiente
  - Análisis Physico-químicos y Aplicaciones

- Facultad de Ciencias Jurídicas, Económicas y Sociales :
  - Gestión fiscal y contable empresarial

- Facultades de Letras y Ciencias Humanas :
  - Ciencias y oficios del patrimonio arqueológico

### Diploma de Ingeniero de Estado
- Escuela Nacional Superior de los Artes y Oficios 
  - Ingenio Mécanique y Estructuras
  - Ingenio Industrial y Productique
  - Ingenio Électromécanique
  - Ingenio de los Matériaux e Ingeniería de los Procedidos